# Yulin
Pour les articles homonymes, voir Yulin (homonymie).
Yulin (chinois : 玉林市 ; pinyin : yùlín shì) est une ville-préfecture du sud-est de la région autonome zhuang du Guangxi en Chine. Aujourd'hui, Yulin signifie "Forêt de Jade", mais à l'époque des Royaumes Combattants, la ville était la capitale des Au Viet, et s'écrivait Yùlín (鬱林), qui signifie "Forêt luxuriante, forêt dense". La population du district était de 6 712 300 habitants en 2010.

## Fêtes du litchi et de la viande de chien de Yulin
La ville-préfecture accueille au solstice d'été la fête de Yulin, qui a lieu le 21 juin de chaque année, où l'on mange de la viande de chien, des litchis et l'on boit de l'alcool, et au solstice d'hiver, la fête du poisson cru, ou l'on mange du poisson cru.[réf. nécessaire]
L'association Animal Asia, basée à Hong Kong, parle de "massacre" et veut faire cesser cet événement. Cependant, la consommation de chiens a toujours eu lieu dans la région[réf. nécessaire]. La campagne « it's no festival » est soutenue par 30 millions d'amis et la fondation Brigitte-Bardot. Les animaux seraient issus de zones urbaines et non d'élevage.

## Économie
En 2004, le PIB total a été de 30,0 milliards de yuans, et le PIB par habitant de 5 061 yuans.

## Subdivisions administratives
La ville-préfecture de Yulin exerce sa juridiction sur six subdivisions - un district, une ville-district et quatre xian :
- le district de Yuzhou - 玉州区 Yùzhōu Qū ;
- la ville de Beiliu - 北流市 Běiliú Shì ;
- le xian de Rong - 容县 Róng Xiàn ;
- le xian de Luchuan - 陆川县 Lùchuān Xiàn ;
- le xian de Bobai - 博白县 Bóbái Xiàn ;
- le xian de Xingye - 兴业县 Xīngyè Xiàn.

## Démographie

### Minorités
La population de Yulin est en grande majorité Han. Les Zhunag sont la minorité la plus nombreuse. Les principales langues sont le cantonais et le hakka.
| Nom de la minorité                      | Han     | Zhuang | Yao  | Miao | Buyei | Dong | Mulao | Bai  | Hui  | Maonan | Autres |
| --------------------------------------- | ------- | ------ | ---- | ---- | ----- | ---- | ----- | ---- | ---- | ------ | ------ |
| Population                              | 5445348 | 31416  | 2847 | 1915 | 1389  | 1136 | 515   | 376  | 372  | 305    | 1749   |
| Proportion de la population totale（%） | 99.23   | 0.57   | 0.05 | 0.03 | 0.03  | 0.02 | 0.01  | 0.01 | 0.01 | 0.01   | 0.03   |
| Proportion parmi les minorités（%）     | ---     | 74.76  | 6.78 | 4.56 | 3.31  | 2.70 | 1.23  | 0.89 | 0.89 | 0.73   | 4.16   |

## Transports
- Aéroport de Yulin Fumian